# Christian Michelides
Christian Michelides (* 19. července 1957 Graz) je psychoterapeut a fotograf rakouského původu, který žije ve Vídni. Od roku 2000 vede projekt bezdomovců Lighthouse Wien.

## Život a dílo
V mladém věku pracoval Christian Michelides jako operní kritik pro štýrské regionální noviny a jako asistent režie v Burgtheatru. Vystudoval divadelní vědu, dějiny umění a režii ve Vídni, New Yorku a Miláně a zároveň pracoval jako novinář. Založil fotogalerii a uspořádal četné výstavy ve Vídni. Přešel na reklamu a pracoval pro agentury v Rakousku a Německu. Rok byl reklamním manažerem hodinářské značky Swatch v Bielu. Po letech cestování pracoval na počátku 90. let jako investigativní novinář ve Vídni. Občas pracoval jako číšník, aby si vydělal na živobytí.
Poté přešel do sociální oblasti. Staral se o vězně a pacienty s AIDS, založil tribunál pro lidská práva na obranu práv LGBT lidí a inicioval Duhový průvod ve Vídni. Tři roky byl předsedou Rakouského Fóra Lesbiček a Gayů. Od roku 1999 zasvětil svou práci lidem bez domova. Byl spoluzakladatelem bytového projektu Lighthouse Wien, který řídí dodnes. Absolvoval školení jako životní kouč, sexuální vychovatel a psychoterapeut.
Těžištěm jeho fotografické tvorby jsou opery, pomníky a demonstrace. Pravidelně spolupracuje s fotografem Franciscem Peraltou Torrejónem. Spolu s ním od roku 2015 dokumentuje Stolpersteine Guntera Demniga po celé Evropě.
Působil mimo jiné v Burgtheatru ve Vídni a ve Scale v Miláně, ve státních operách ve Vídni, Berlíně, Hamburku, Mnichově a Praze, na festivalech v Bayreuthu, Salcburku a Glyndebourne, v operních domech v Benátkách, Řím, Barcelona, Madrid, Paříž, Londýn, Chicago, Sydney a Tokio.

## Galerie
Demonstrace ve Vídni, Kameny zmizelých v Praze-Starém městě, demonstrace ve Vídni:

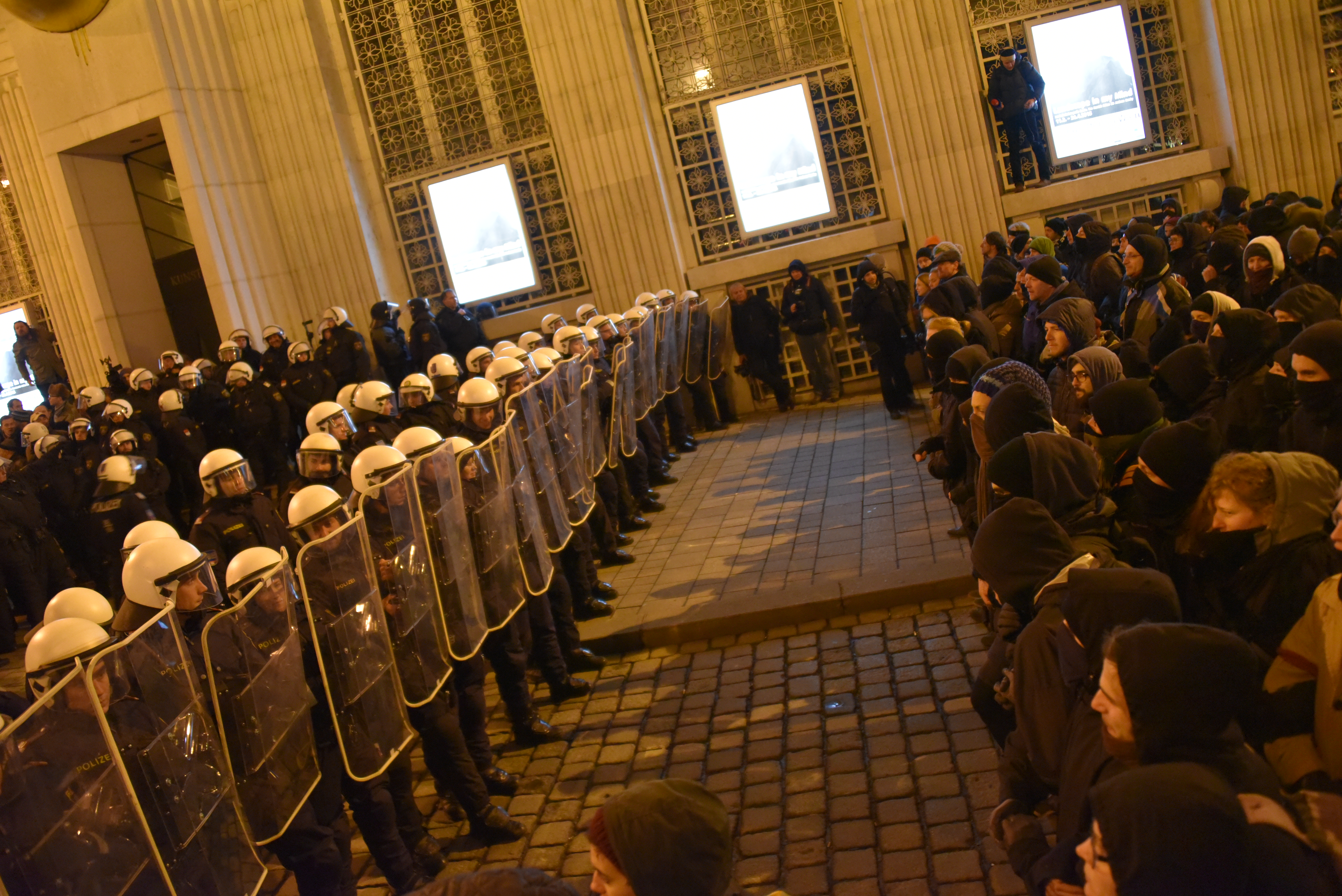
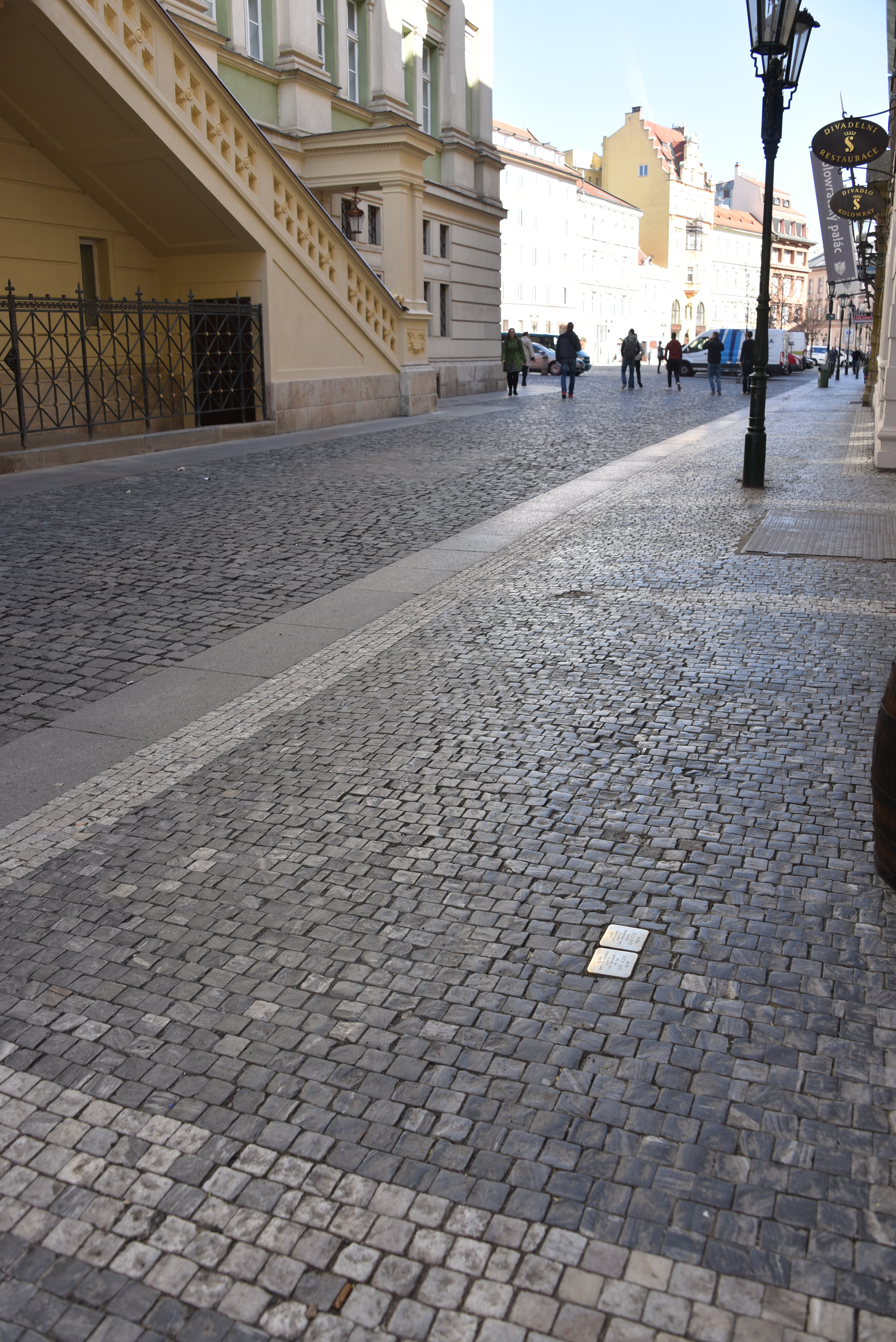
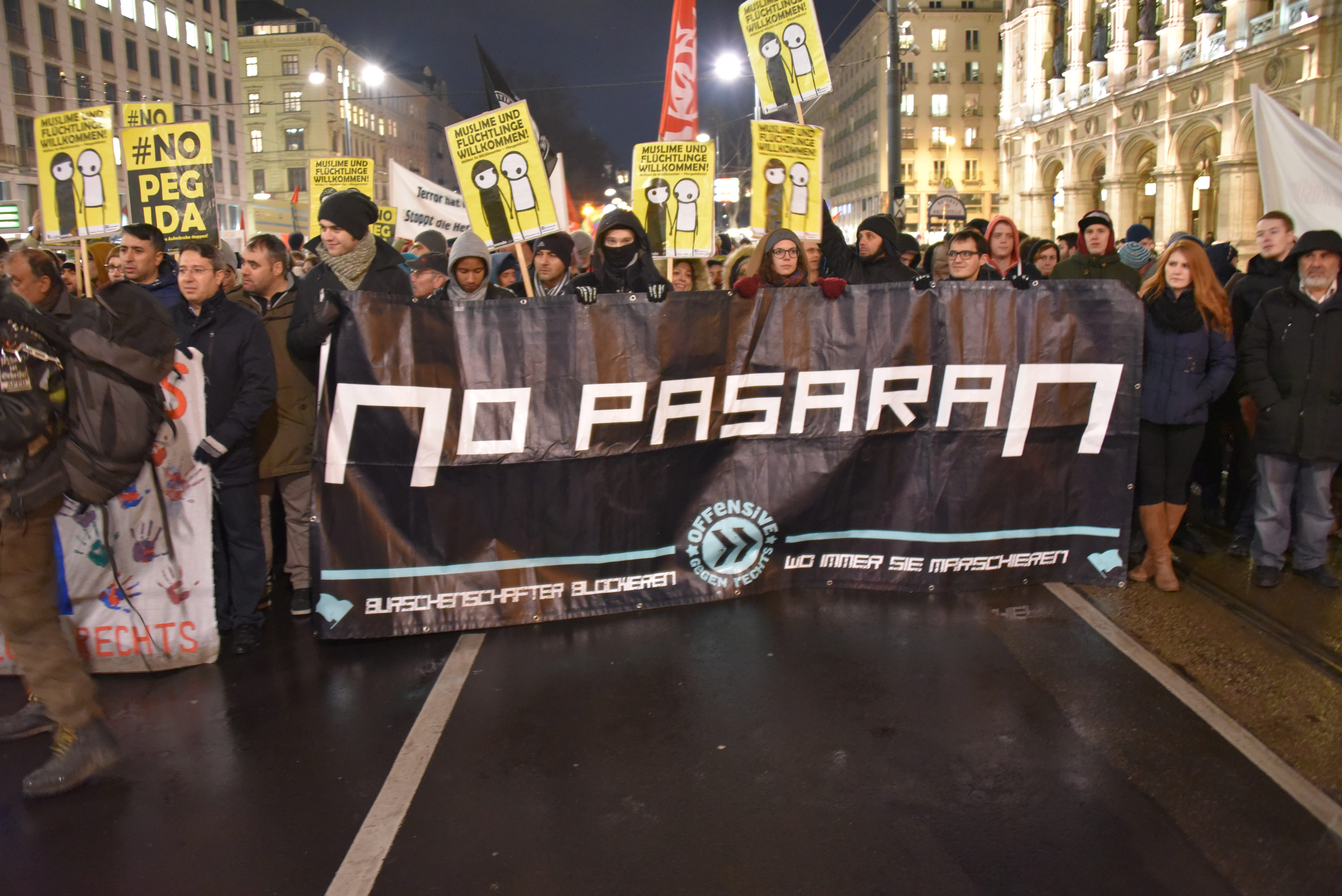

Operní představení v Oslu (Lohengrin), Salcburku (Il trovatore) a Lyonu (Die Gezeichneten):

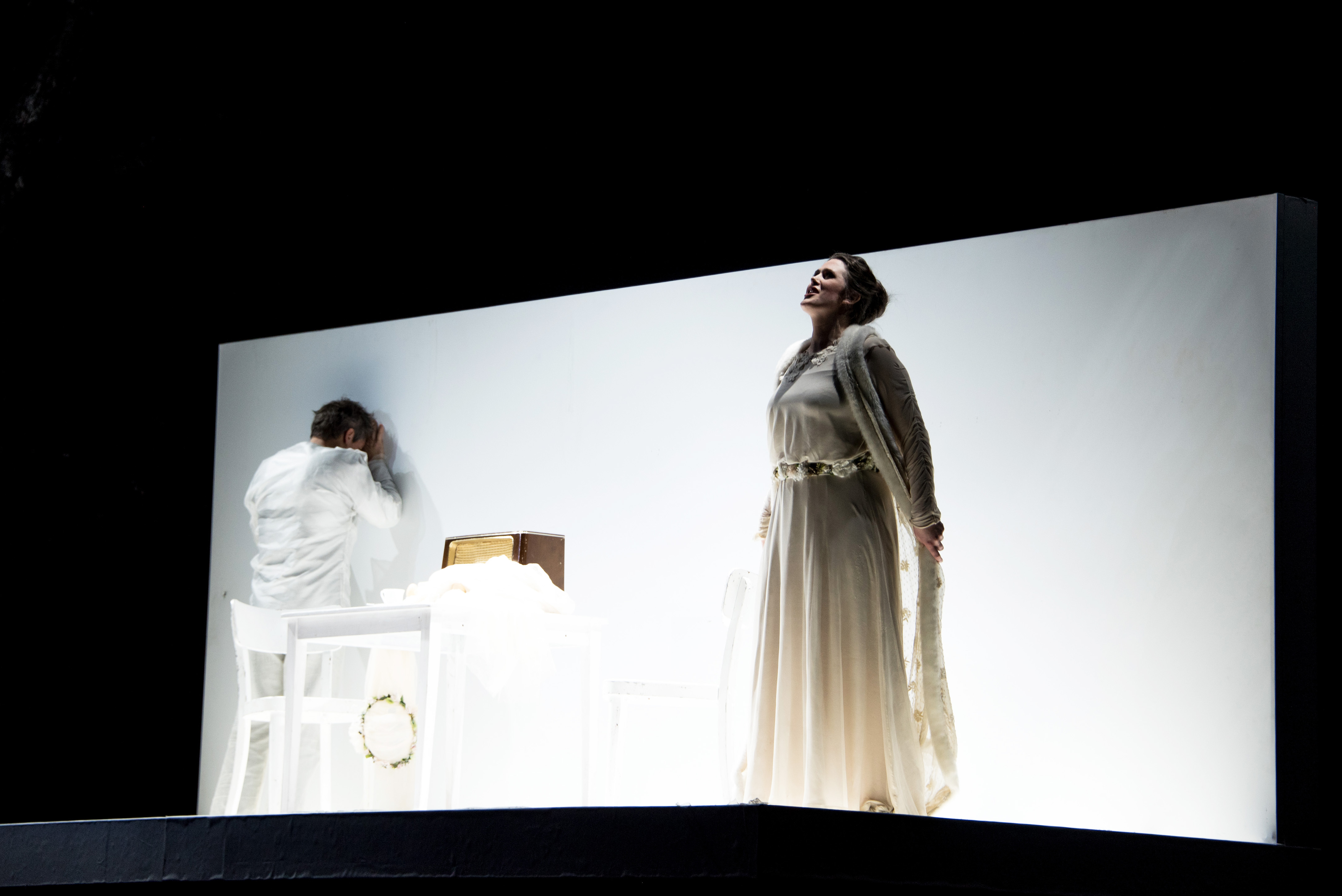
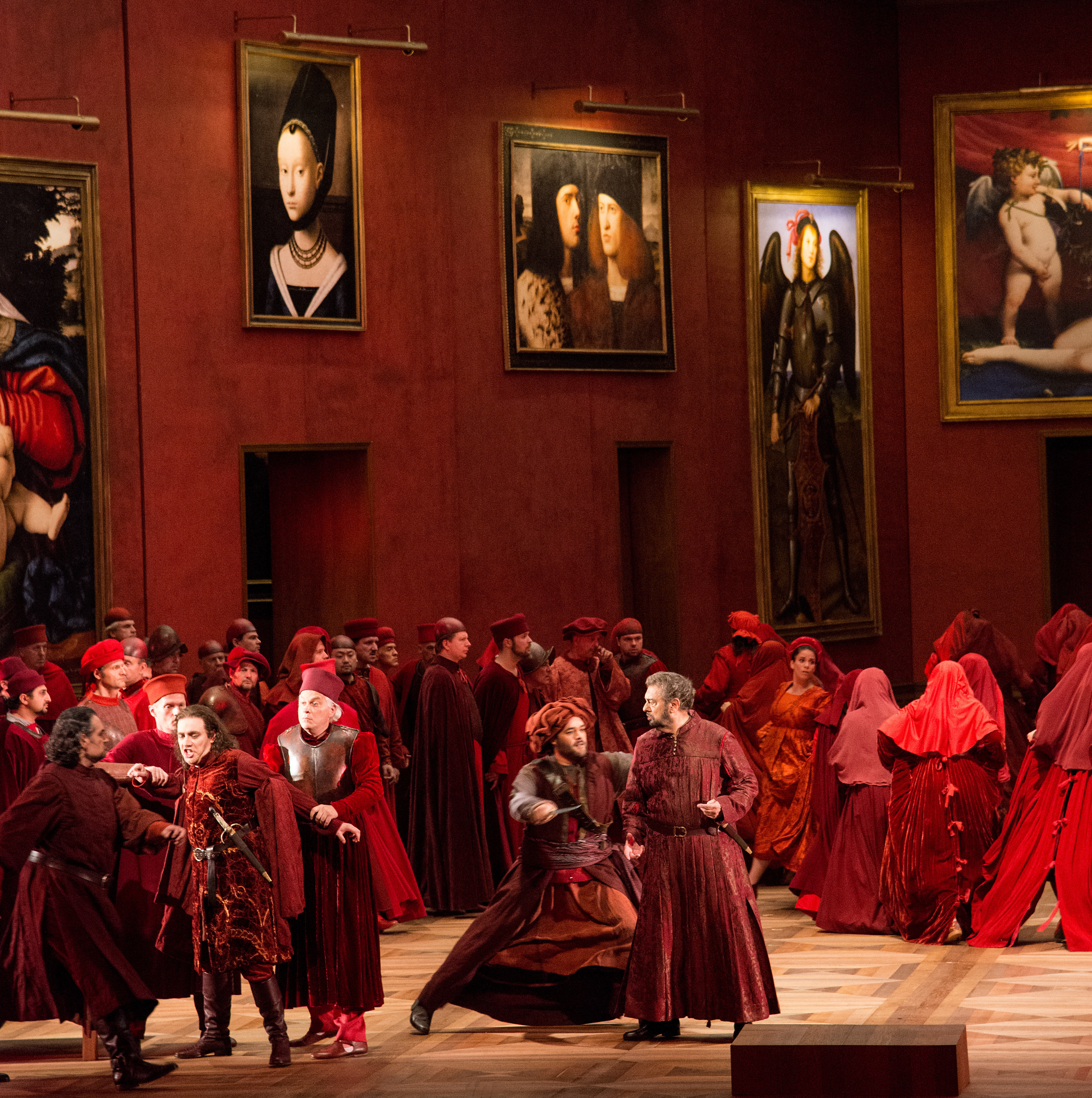
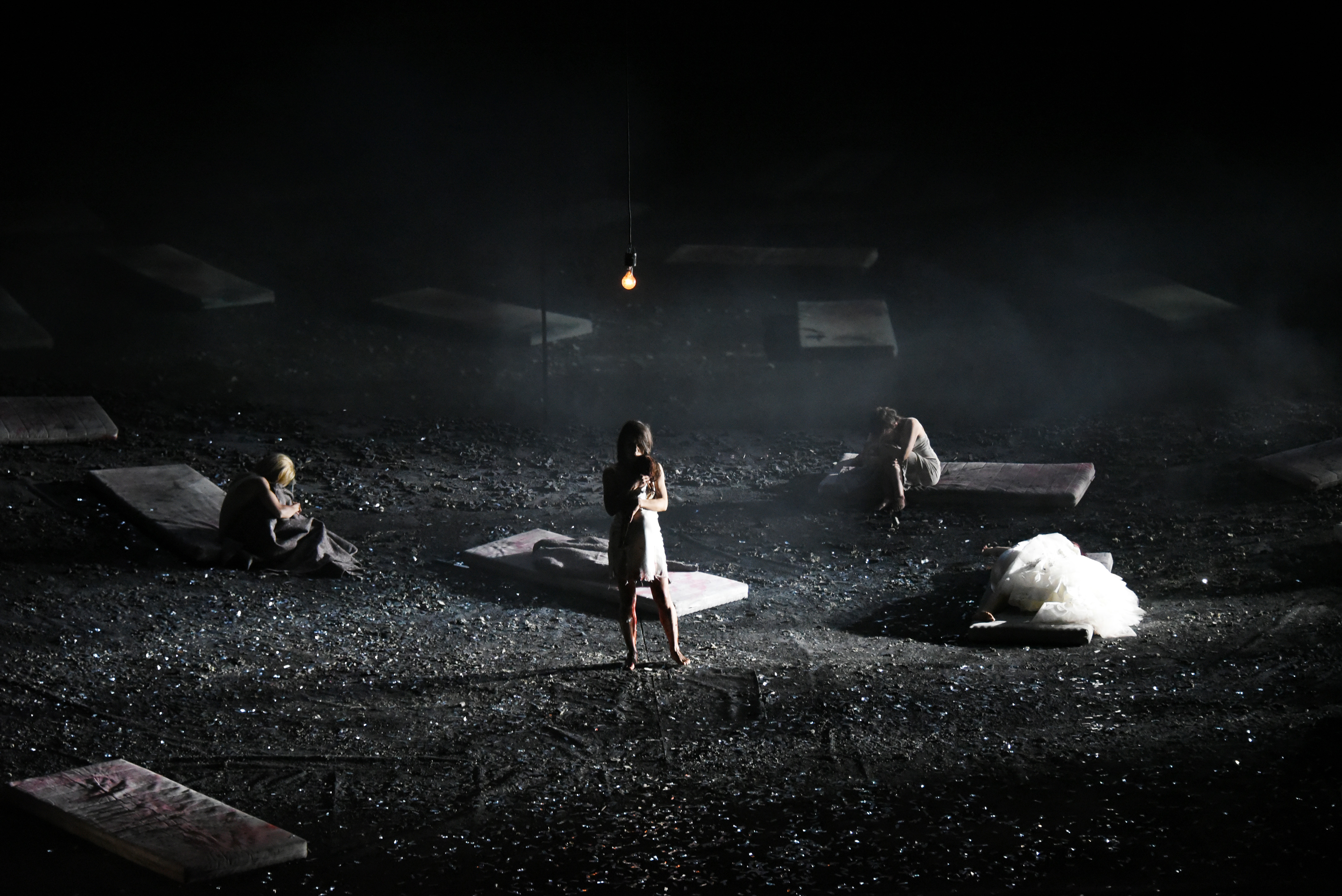

Premiéra ve Frankfurtu nad Mohanem, Christian Thielemann, Antigona v Burgtheatru:

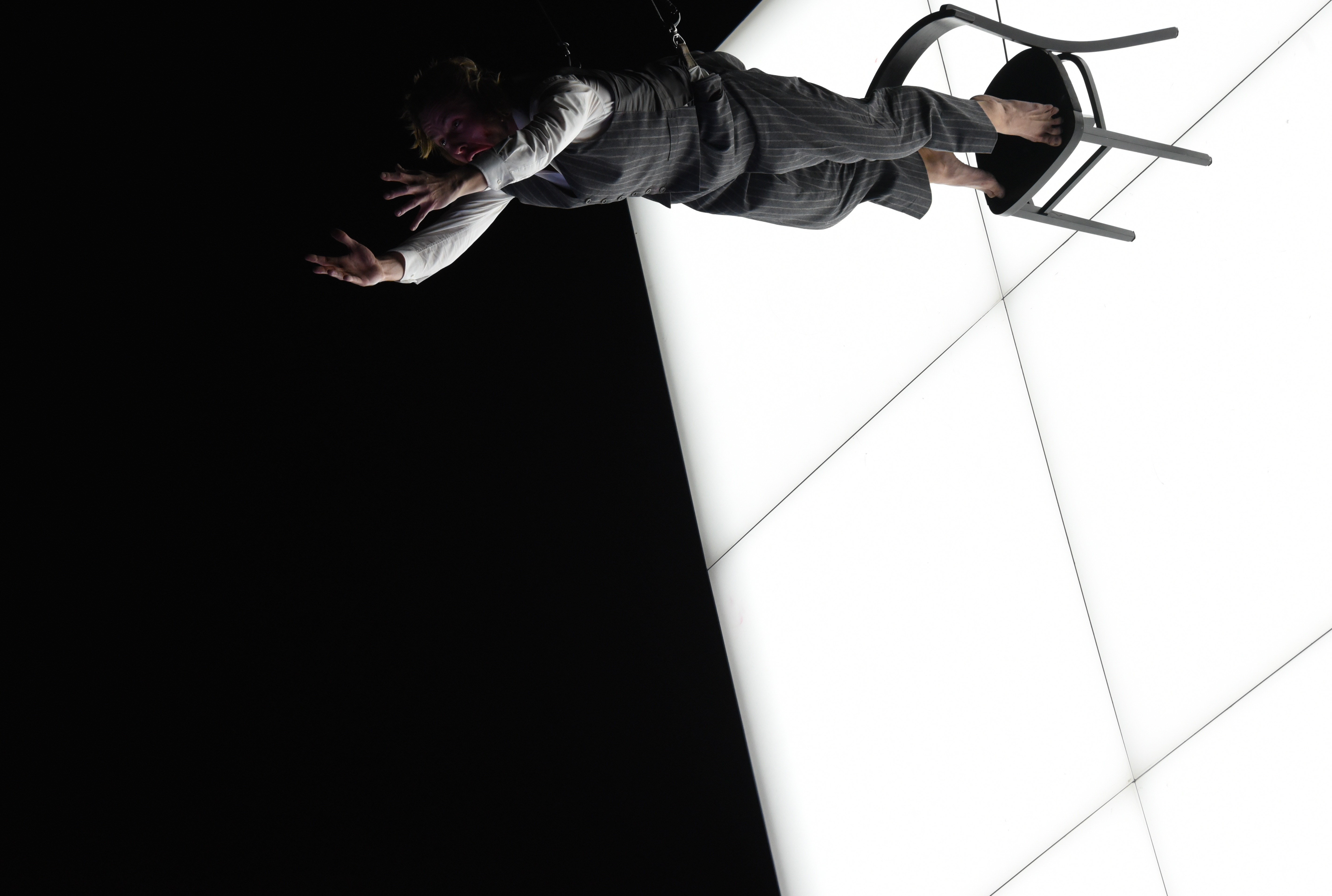
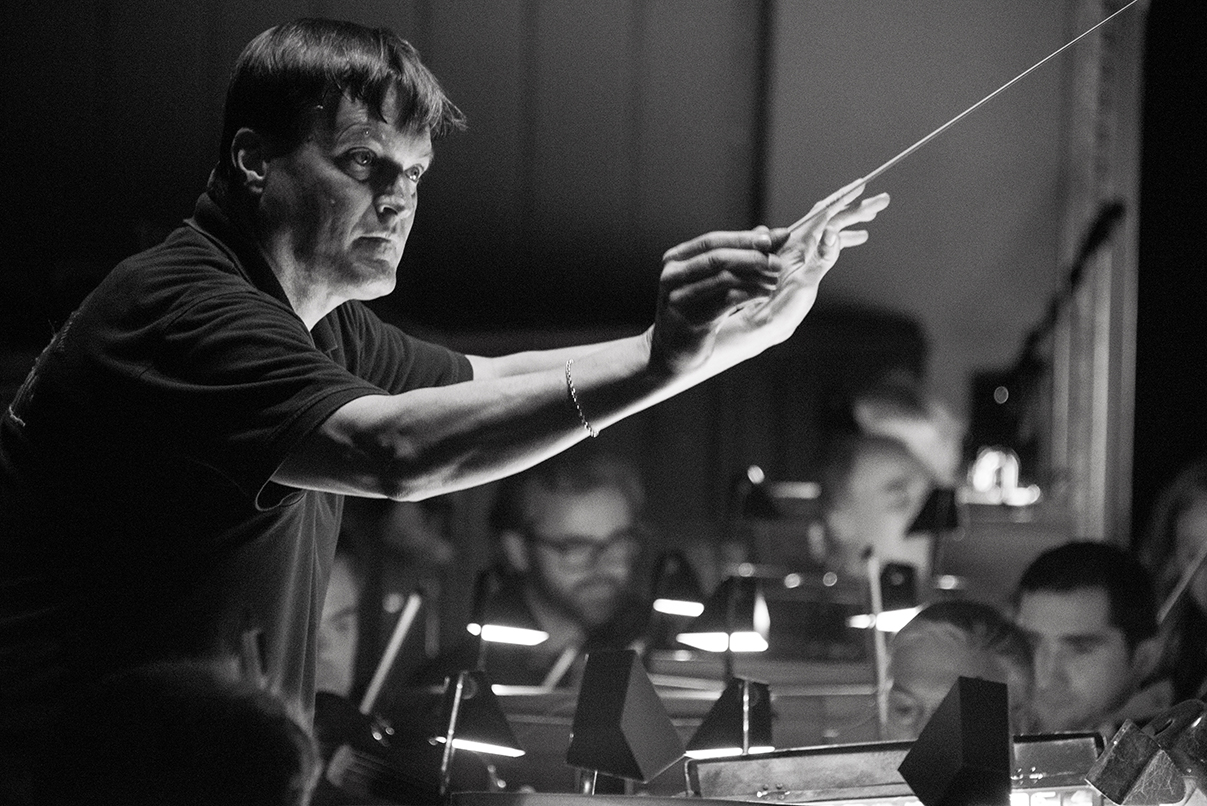
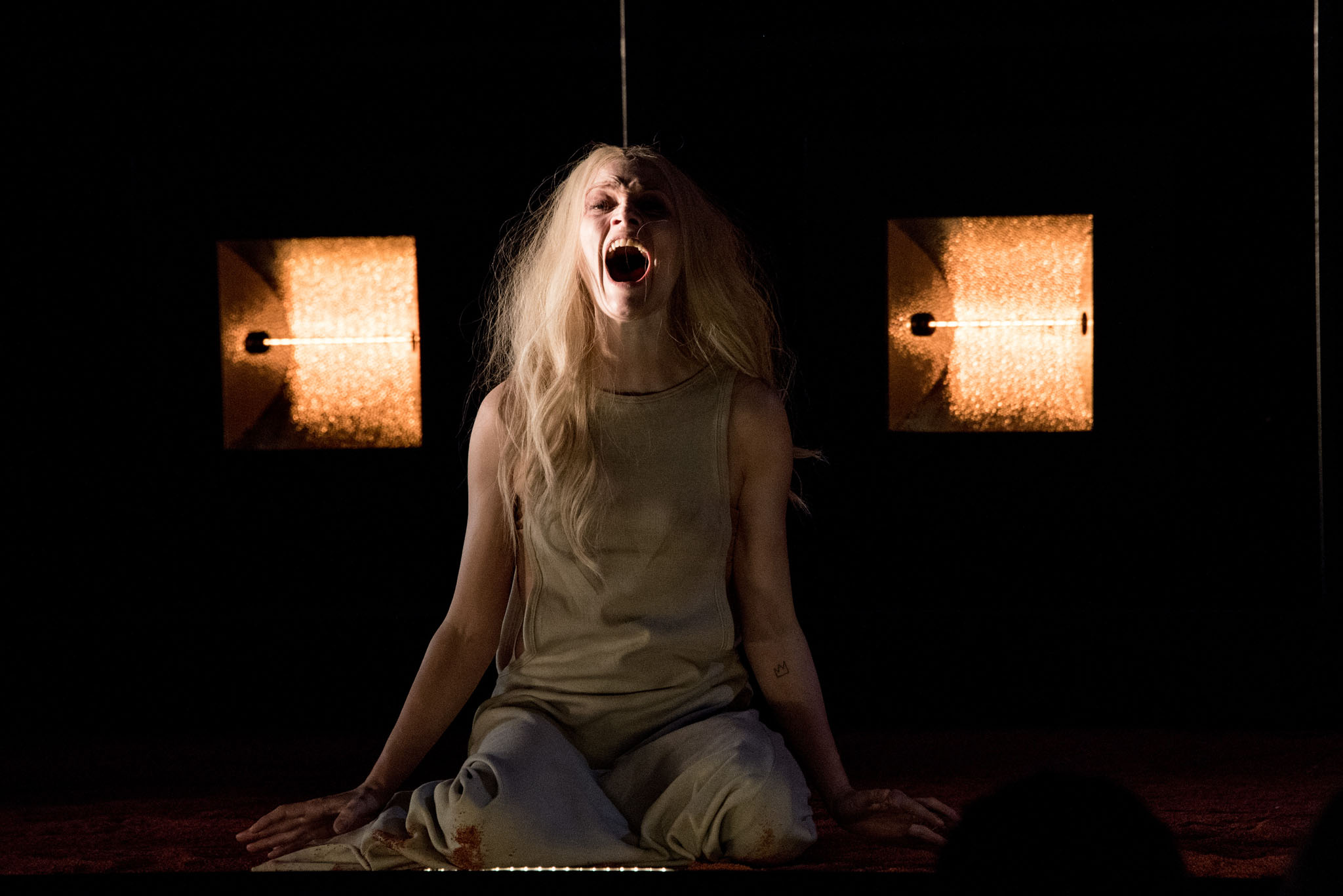

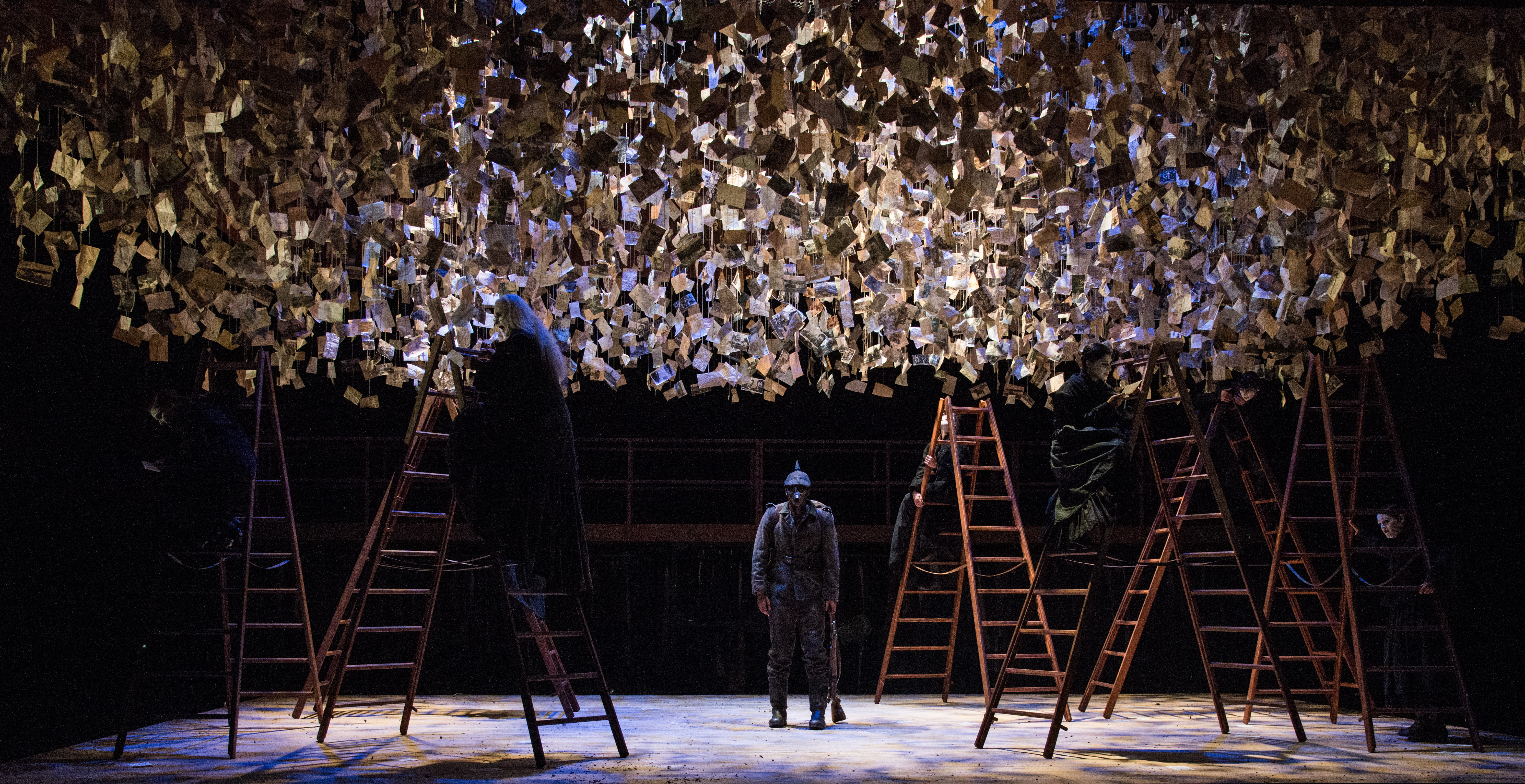
Don Juan kommt aus dem Krieg, 2014
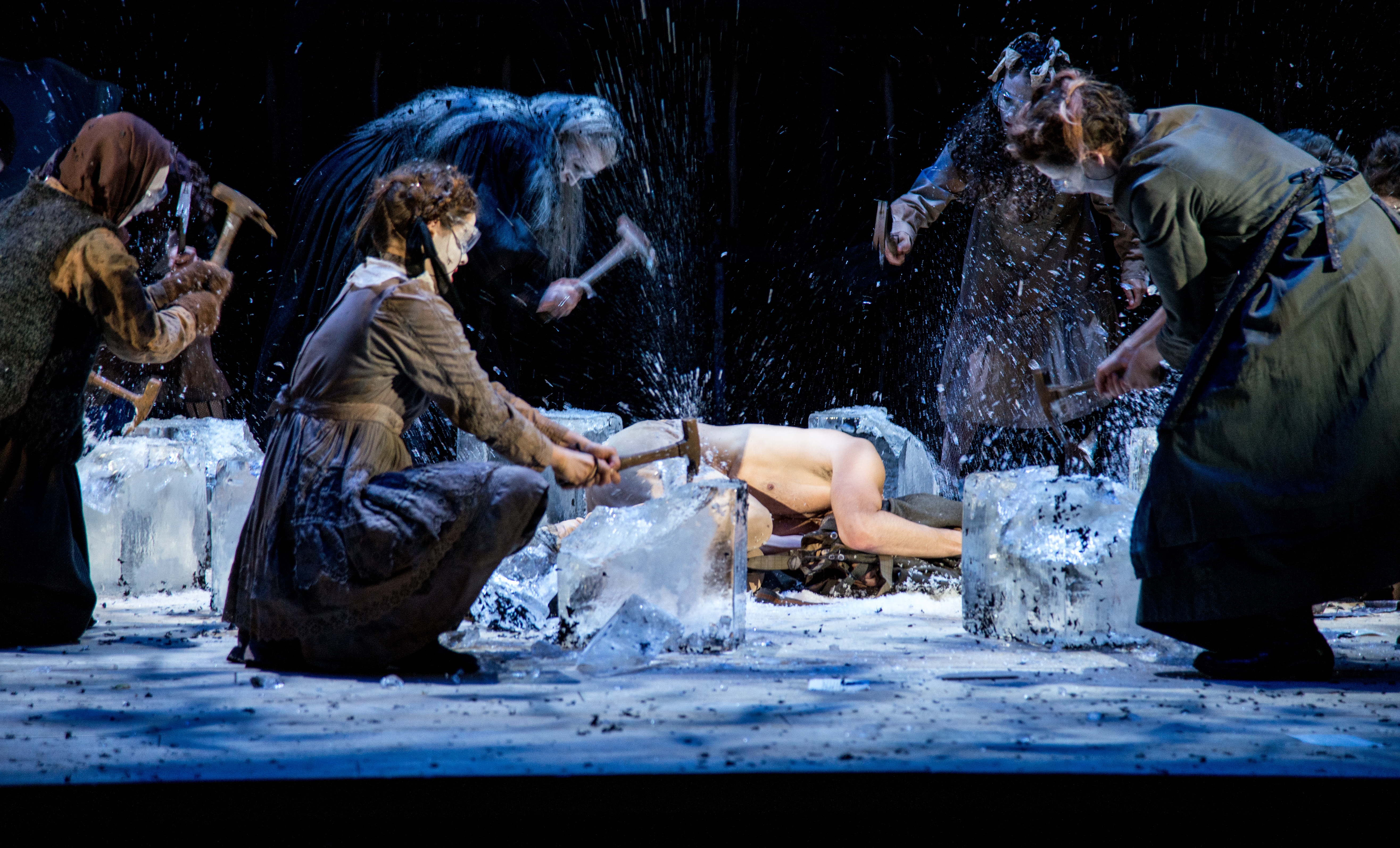
Don Juan kommt aus dem Krieg, 2014
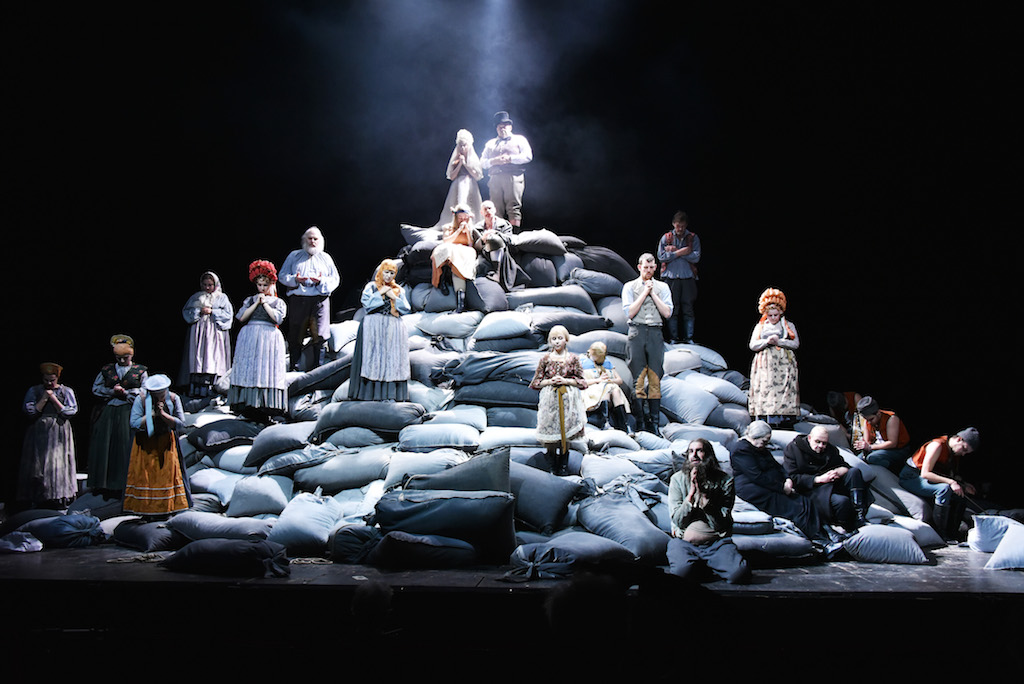
Die Macht der Finsternis, 2015
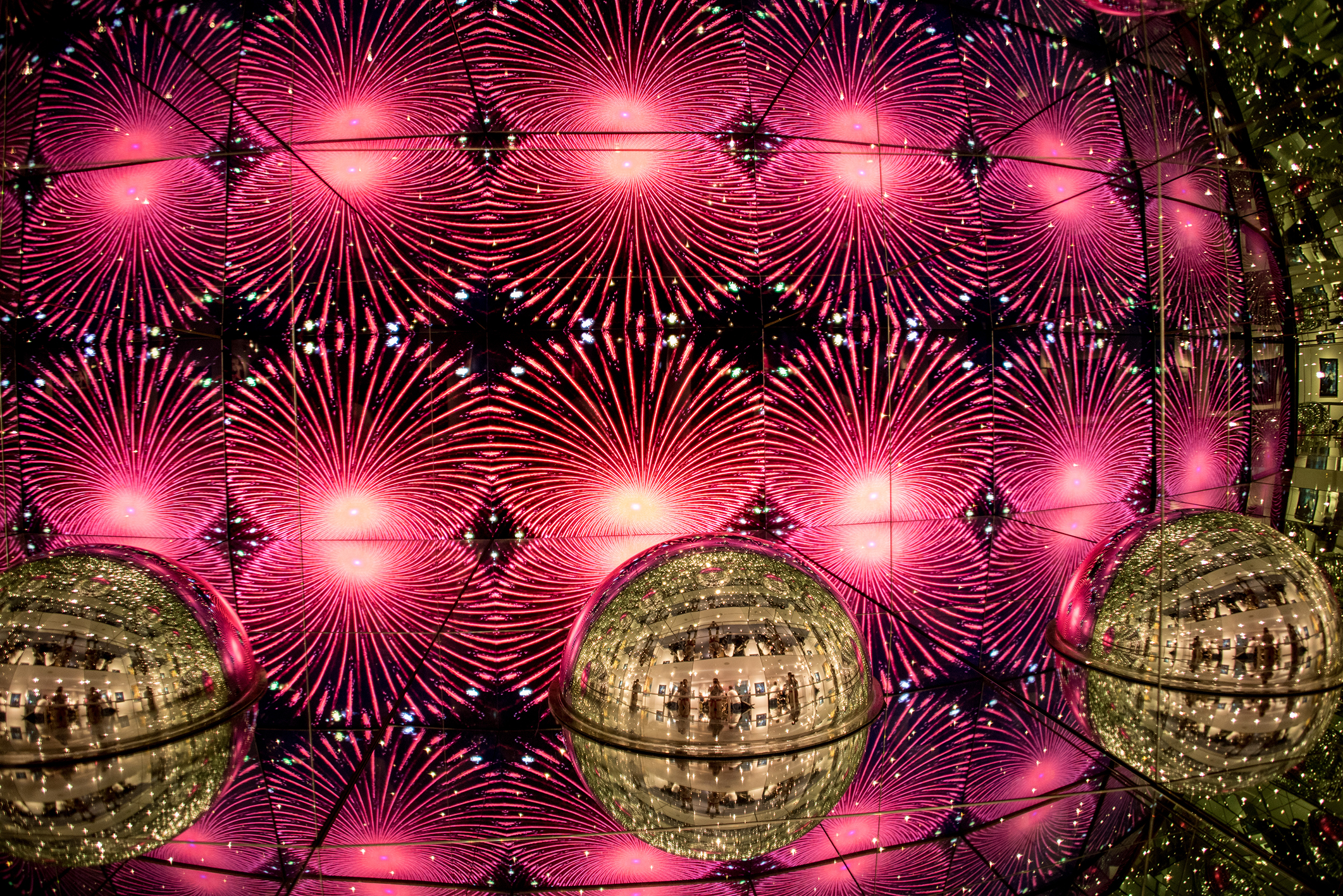
Camera obscura, Edinburgh, 2015

## Fotografie v knihách
- Antigone: Reclam XL – Text und Kontext, 2016
- Anne Frank, Anita Croy 2019
- AQA A Level Drama Play Guide: Antigone, Annie Fox 2022
- Deutsche Geschichte III, 2021
- Wie (a-)sozial ist die Musik?, Österreichische Musikzeitschrift 02/2015